# Enrico Boscardi
Enrico Boscardi (Torino, 27 ottobre 1878 – 18 febbraio 1960) è stato un generale italiano.
Pluridecorato ufficiale del Regio Esercito durante la prima guerra mondiale, prese parte, al comando della 6ª Divisione CC.NN. "Tevere", alla Guerra d'Etiopia.

## Biografia
Nacque a Torino il 27 ottobre del 1878, e dopo essersi arruolato nel Regio Esercito ottenne la nomina ad ufficiale il 19 settembre 1899.
Prese parte alla prima guerra mondiale dove, con il grado di maggiore fu decorato con una medaglia d'argento al valor militare per la conquista dell'importante posizione del Volkovnjak (1-2-3- novembre 1916). Promosso al grado di tenente colonnello nel 1917, e a colonnello nel gennaio 1918, prese parte alla battaglia di Vittorio Veneto in qualità di comandante del 77º Reggimento di fanteria "Lupi di Toscana", inquadrato nella Brigata Toscana del generale Carlo Mercalli.
Al termine delle ostilità fu messo a disposizione del Ministero della guerra, e tra la fine del 1918 e il 1919 fu ancora comandante del 77º Reggimento fanteria, assumendo successivamente il comando del Distretto militare di Parma. Nel 1920 fu nominato Istruttore presso la Scuola d'applicazione della fanteria. Tra il 20 ottobre 1921 e il 1927 ricoprì l'incarico di comandante del 6º Reggimento bersaglieri, e tra il 1927 e il 1932 fu vicecomandante della Regia Accademia di Fanteria e Cavalleria di Modena. Il 3 gennaio 1932 fu promosso al grado di generale di brigata, assumendo quindi il comando della 32ª Brigata di fanteria. Il 1 gennaio 1935 fu promosso al grado di generale di divisione e divenne vicecomandante della 29ª Divisione fanteria "Peloritana", passando nel corso dell'anno a disposizione del Ministero della guerra in vista dell'inizio delle ostilità con l'Etiopia. Con lo scoppio del conflitto divenne comandante della 6ª Divisione CC.NN. "Tevere", schierata in Somalia nel settore dell'Ogaden. Rientrato in Italia nel corso del 1936, subito dopo il termine delle ostilità è messo a disposizione del Ministero della Guerra. L'anno successivo assunse il comando della 26ª Divisione fanteria "Assietta", e nel 1938 viene destinato al Comando del Corpo d'armata di Torino per incarichi speciali. Il 19 gennaio 1939 è elevato al rango di generale di corpo d'armata. 
Si spense il 18 febbraio 1960.

## Onorificenze
Distintivo di ferito in Guerra (1917–1934)

### Annotazioni
1. ↑  La Brigata "Toscana" apparteneva alla 10ª Divisione al comando del tenente generale Francesco Gagliani, inquadrata nel XXII Corpo d'armata (Ten. Gen. Luigi Basso) dell'8ª Armata (Ten. Gen. Enrico Caviglia).
2. ↑  Tra i comandanti di quel periodo vi furono i generali Renato Piola Caselli, Alfredo Guzzoni e Italo Gariboldi.

### Fonti
1. ↑  Cavaciocchi, Ungari 2014, p. 140.
2. ↑  Cavaciocchi, Ungari 2014, p. 311.
3. ↑  Del Boca 2001, p. 311.
4. ↑  Pettibone 2010, p. 167.
5. 1 2  Del Boca 2001, p. 501.
6. ↑  Pettibone 2010, p. 142.